# Marruecos en la Copa Mundial de Fútbol de 1970
Marruecos fue una de las 16 selecciones participantes en la Copa Mundial de Fútbol de México 1970, la cual es su primera participación en un mundial.

## Clasificación

### Primera Ronda
| Equipo 1  | Agr. | Equipo 2 | Ida | Vuelta | 3er partido |
| --------- | ---- | -------- | --- | ------ | ----------- |
| Marruecos | 4–2  | Senegal  | 1–0 | 1–2    | 2–0         |

### Segunda Ronda
| Equipo 1 | Agr.        | Equipo 2  | Ida | Vuelta | 3er partido |
| -------- | ----------- | --------- | --- | ------ | ----------- |
| Túnez    | 2–2 (t. s.) | Marruecos | 0–0 | 0–0    | 2–2         |

### Ronda Final
| Pos. | País      | Pts | J | G | E | P | GF | GC | GD |
| ---- | --------- | --- | - | - | - | - | -- | -- | -- |
| 1    | Marruecos | 5   | 4 | 2 | 1 | 1 | 5  | 3  | +2 |
| 2    | Nigeria   | 4   | 4 | 1 | 2 | 1 | 8  | 7  | +1 |
| 3    | Sudán     | 3   | 4 | 0 | 3 | 1 | 5  | 8  | −3 |

| 21-9-1969 | Marruecos                 | 2–1 | Nigeria   | Stade Mohammed V, Casablanca                              |                                                           |
|           | El Filali 50' · Faras 63' |     | Lawal 53' | Asistencia: 100,000 espectadores Árbitro(s): Roger Mâchin | Asistencia: 100,000 espectadores Árbitro(s): Roger Mâchin |

| 10-10-1969 | Sudán | 0–0 | Marruecos | Khartoum Stadium, Jartum                               |  |
|            |       |     |           | Asistencia: 18,020 espectadores Árbitro(s): Ali Kandil |  |

| 26-10-1969 | Marruecos                     | 3–0 | Sudán | Stade Mohammed V, Casablanca                                      |                                                                   |
|            | El Filali 41' · Jarir 76' 86' |     |       | Asistencia: 150,000 espectadores Árbitro(s): Major George Lamptey | Asistencia: 150,000 espectadores Árbitro(s): Major George Lamptey |

| 8-11-1969 | Nigeria                      | 2–0 | Marruecos | Liberty Stadium, Ibadán         |                                 |
|           | Lawal 67' (pen.) · Okoye 82' |     |           | Asistencia: 11,156 espectadores | Asistencia: 11,156 espectadores |

## Jugadores
Estos fueron los 19 jugadores convocados para el torneo:
Sin numeración específica y fija fueron los siguientes:**(Nº20)Robert Rico MED 10/03/1945 Stade Rennais (Francia) **(Nº21)Pierre Alonzo DEF 23/03/1940 ROS Menton (Francia) y **(Nº22)Hassan Akesbi 05/12/1934 DEL FUS Rabat (Marruecos).

## Resultados
Marruecos fue eliminada en el grupo 4.
| País             | J | G | E | P | GF | GC | GD | PTS |
| ---------------- | - | - | - | - | -- | -- | -- | --- |
| Alemania Federal | 3 | 3 | 0 | 0 | 10 | 4  | +6 | 6   |
| Perú             | 3 | 2 | 0 | 1 | 7  | 5  | +2 | 4   |
| Bulgaria         | 3 | 0 | 1 | 2 | 5  | 9  | −4 | 1   |
| Marruecos        | 3 | 0 | 1 | 2 | 2  | 6  | −4 | 1   |

| 3 de junio de 1970                                     | Alemania Federal        | 2-1     | Marruecos | Estadio Nou Camp, León                                         |                                                                |
|                                                        | Seeler 56' · Müller 80' | Reporte | Jarir 21' | Asistencia: 12 942 espectadores Árbitro(s): Laurens van Ravens | Asistencia: 12 942 espectadores Árbitro(s): Laurens van Ravens |
| Primer gol de Marruecos en una copa mundial de fútbol. |                         |         |           |                                                                |                                                                |

| 6 de junio de 1970 | Perú                          | 3-0     | Marruecos | Estadio Nou Camp, León                                     |                                                            |
|                    | Cubillas 65', 75' · Chale 67' | Reporte |           | Asistencia: 13 537 espectadores Árbitro(s): Tofiq Bahramov | Asistencia: 13 537 espectadores Árbitro(s): Tofiq Bahramov |

| 11 de junio de 1970                                      | Marruecos     | 1-1     | Bulgaria    | Estadio Nou Camp, León                                               |                                                                      |
|                                                          | Ghazouani 61' | Reporte | Zhechev 40' | Asistencia: 12 299 espectadores Árbitro(s): Antonio Ribeiro Saldanha | Asistencia: 12 299 espectadores Árbitro(s): Antonio Ribeiro Saldanha |
| Primer punto de Marruecos en una copa mundial de fútbol. |               |         |             |                                                                      |                                                                      |